# Ivanka pri Nitre
Ivanka pri Nitre (allemand : Iwanka bei Neutra) est un village de Slovaquie situé dans la région de Nitra.

## Histoire
Première mention écrite du village en 1400.

## Démographie

### Évolution de la population
| Année:               | 1994. | 2004.   | 2014.   | 2024.    |
| -------------------- | ----- | ------- | ------- | -------- |
| Nombre de personnes: | 2243  | 2417    | 2471    | 3083     |
| Différence:          |       | +7,75 % | +2,23 % | +24,76 % |

| Année:               | 2023. | 2024.   |
| -------------------- | ----- | ------- |
| Nombre de personnes: | 3064  | 3083    |
| Différence:          |       | +0,62 % |